# Astrid Whettnall

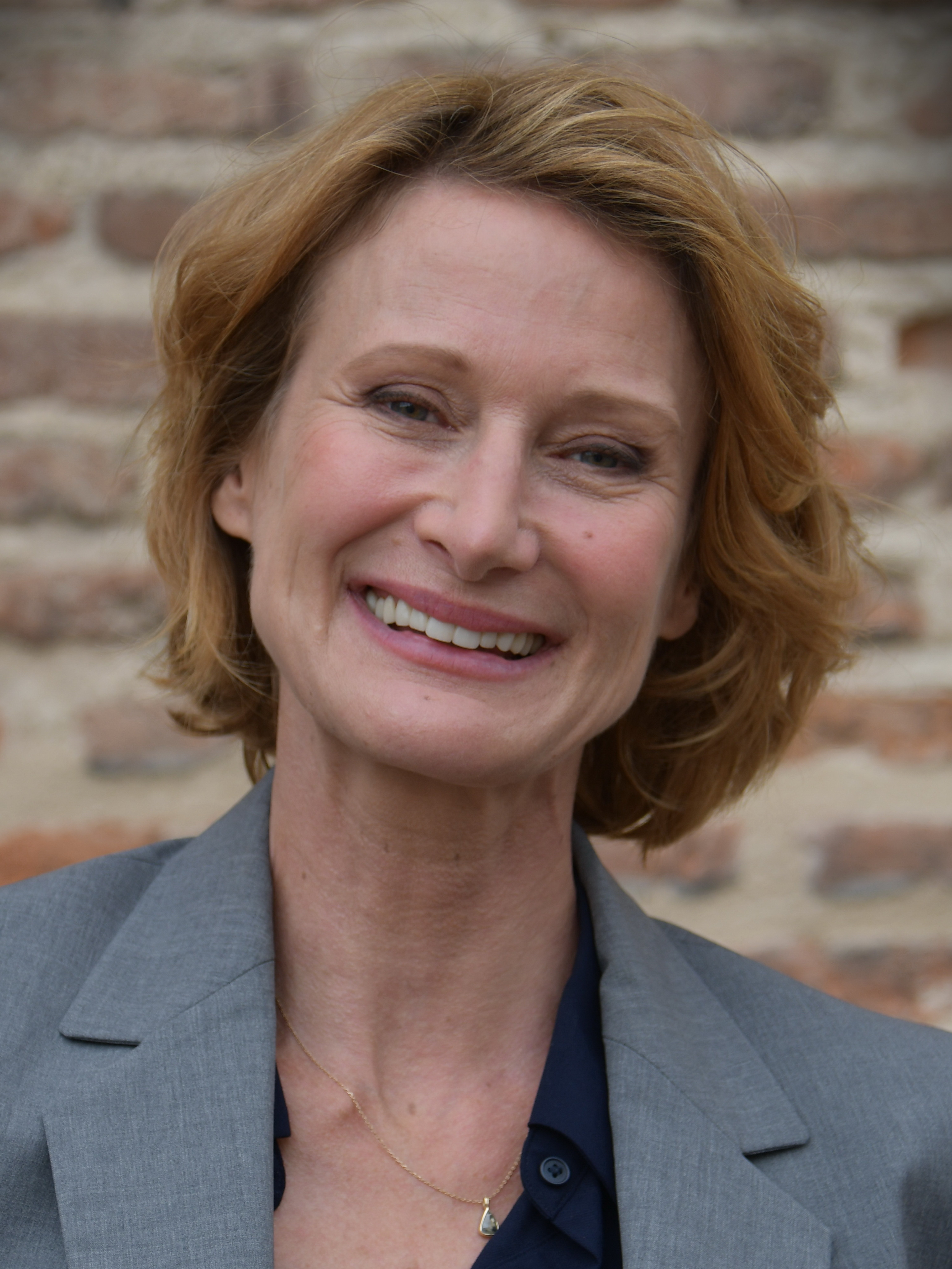
Astrid Whettnall

Astrid Whettnall (* 17. März 1971 in Uccle) ist eine belgische Schauspielerin.

## Leben
Astrid Whettnall wurde an der „Kleine Academie“ in Brüssel zur Schauspielerin ausgebildet. Ab 2002 hatte sie zunächst Theater gespielt, seit 2008 ist sie überwiegend in Film und Fernsehen zu sehen. Für ihre Hauptrolle der Elisabeth in der Komödie In the Name of the Son (2012) wurde sie für den Magritte in der Kategorie Beste Hauptdarstellerin nominiert, den sie schließlich für ihre Rolle der Elisabeth Devolder in Der Krieg meiner Tochter (2016) gewann. Ab 2016 spielte sie in der Serie Baron Noir als Véronique Bosso mit.

## Filmografie
- 2008: Get Born
- 2011: Fils unique
- 2011: Little Glory
- 2011: L’attrape-rêves (Kurzfilm)
- 2012: A tort ou à raison (Fernsehserie, sechs Folgen)
- 2012: In the Name of the Son (Au nom du fils)
- 2013: Gestrandet (Les déferlantes)
- 2014: Yves Saint Laurent
- 2014: The Missing (Fernsehserie, sechs Folgen)
- 2015: Madame Marguerite oder die Kunst der schiefen Töne (Marguerite)
- 2016: Der Krieg meiner Tochter (La route d’Istanbul)
- 2016–2020: Baron Noir (Fernsehserie, 24 Folgen)
- 2019: Der geheime Roman des Monsieur Pick (Le mystère Henri Pick)
- 2022: Last Dance
- 2024: Winter Palace (Fernsehserie, 8 Folgen)
- 2024: Lohn der Angst (Le salair de la peur)